# 546 Dywizja Grenadierów (III Rzesza)
546 Dywizja Grenadierów – niemiecka dywizja z czasów II wojny światowej, sformowana w na poligonie Döllersheim na mocy rozkazu z 7 lipca 1944 roku, w 29 fali mobilizacyjnej w XVII. Okręgu Wojskowym.

## Struktura organizacyjna
- Struktura organizacyjna w lipcu 1944 roku:

1088., 1089. i 1090. pułk grenadierów, 1546. pułk artylerii, 1546. batalion pionierów, 546. dywizyjna kompania fizylierów, 1546. oddział przeciwpancerny, 1546. oddział łączności, 1546. polowy batalion zapasowy;

## Dowódca
- Generalmajor Richard Daniel VII.1944 – 19.VII.1944;

## Szlak bojowy
Dywizja cały okres od sformowania przebywała w macierzystym okręgu wojskowym. Rozkazem z dnia 19 lipca 1944 roku została przemianowana na 45 Dywizję Grenadierów i połączona z resztkami wykrwawionej 45 Dywizji Piechoty.